# Banggo
Banggo is een bestuurslaag in het regentschap Dompu van de provincie West-Nusa Tenggara, Indonesië. Banggo telt 3518 inwoners (volkstelling 2010).